# Günter Seubold
Günter Seubold (* 28. März 1955 in Marktgraitz) ist ein deutscher Philosoph. Von 2006 bis 2020 war er Professor für Philosophie und Kunsttheorie an der Alanus Hochschule für Kunst und Gesellschaft in Alfter.

## Biografie
Seubold studierte Philosophie, Germanistik und Katholische Theologie in Würzburg, Frankfurt, Heidelberg und Berlin. Die Promotion erfolgte 1984 mit einem Stipendium des Cusanuswerks, die Habilitation 1994 mit einem Stipendium der DFG. 1990/91 erfolgte mit einem Stipendium der Japan Society for the Promotion of Science ein Forschungsaufenthalt in Japan zum Thema „Heidegger und der Zen-Buddhismus“. Dort sammelte er auch Erfahrungen mit dem Rinzai- und Soto-Zen. Es folgte ein Lehrauftrag an der Tohoku-Universität in Sendai. 
Er war seit 1994 Privatdozent, seit 2000 apl. Professor für Philosophie an der Universität Bonn, hier mehrere Lehrstuhlvertretungen. Von 2006 bis 2020 war er Professor für Philosophie und Kunsttheorie an der Alanus Hochschule für Kunst und Gesellschaft in Alfter bei Bonn. 2022/23 war er für vier Monate als Aushilfslehrer für Deutsch und Ethik an einem Berliner Gymnasium tätig.

## Forschung
Günter Seubolds Erstlingsschrift, „Heideggers Analyse der neuzeitlichen Technik“, zugleich seine Dissertation, ist nicht nur eine philosophiehistorische Studie (eine der ersten zur Relevanz der Heidegger’schen Technikdeutung), sondern hat auch gegenwartsdiagnostischen Charakter: Dargestellt und kritisiert wird die reduktionistische Fest-Stellung der Wirklichkeit auf Bestand und die Verkürzung des Menschenverständnisses aufs Machen.
Einen analogen Aspekt verfolgt Seubold, auf scheinbar ganz anderem Gebiet, in seiner Habilitationsschrift über das „Ende der Kunst“: Dargestellt und kritisiert wird auch hier der Fortschritt und das Ankommen der abendländischen Kunst in der metaphysischen Eindimensionalität des monochromen, des schwarzen, des letzten Bildes (Monochromie, Ad Reinhardt) und der vollständig durchgerechneten (Serialismus) oder dem Zufall (John Cage) überlassenen Komposition.
Gegen solche modernen Verkürzungen werden Strukturen und Ereignisse der Mehrdimensionalität und des „Generativ-Destruktiven“ zu beleben versucht: Die Überwindung der reduktiv-wirklichen Präsenzmetaphysik in Wissenschaft, Gesellschaft, Kunst und Menschenbild wird angestrebt durch das Aufzeigen der Verdeckungen und Verschattungen, die durch solche Präsentationen notwendig erfolgen.
Im Horizont dieser Kritik des Eindimensionalen verorten sich dann auch Werke wie „Der idealische Körper“ (2008) über die modernen Körpertechnologien, „Destruktionen der Kultur“ (2006, 2. Aufl. 2009) über die Aspekte gegenwärtiger Kultur oder „Die Freiheit vom Menschen“ (2001) über die Humanismus-Debatte des 20. Jahrhunderts: Sie thematisieren die Verkürzung dessen, was ist, auf den beherrschbaren Präsenz-Aspekt. In diesem Sinne wird auch mit den Studien „Der Führer hat geweint“ und „Hitlers Hypermodernismus“ dargelegt, dass mit Hitlers nationalsozialistischer Bewegung ein ins Praktisch-Politische gewendeter Endpunkt der abendländischen Präsenz-Metaphysik erreicht ist („praktizierender Hegelianismus“); und dass wir Heutigen uns wohl in der phänotypischen Ausrichtung von Hitlers totalitärem Weltverhältnis entfernt haben, aber nach wie vor in derselben metaphysischen Grundstellung nihilistischer Weltbemächtigung verharren: einer auf höchstem technologischem Niveau agierenden Gedankenlosigkeit. Gefordert wird dagegen ein Bewusstwerden des in sich vielstimmigen und ernsten Spiels von Ver-Deckung und Ent-Deckung des Weltwesens Mensch. Hierzu dienen auch die Arbeiten zur Ästhetik Rilkes, des Zen-Buddhismus, der Stille und des Todes.

## Bücher

### Monographien (als Autor)
- Heideggers Analyse der neuzeitlichen Technik, Freiburg/München: Karl Alber 1986. Chinesische Übersetzung 1993 (Beijing: Verlag der Chinesischen Akademie für Sozialwissenschaften).
- Kunst als Enteignis – Heideggers Weg zu einer nicht mehr metaphysischen Kunst, Bonn: Bouvier 1996. 2. Auflage: Bonn: DenkMal-Verlag, 2005.
- Das Ende der Kunst und der Paradigmenwechsel in der Ästhetik. Philosophische Untersuchungen zu Adorno, Heidegger und Gehlen in systematischer Absicht, Freiburg/München: Karl Alber 1997. 2. Auflage: Karl Alber 1998. 3. Auflage: Bonn: DenkMal Verlag, 2005. 4. Auflage: Bonn: DenkMal Verlag, 2015.
- Die Freiheit vom Menschen. Die philosophische Humanismusdebatte der Nachkriegszeit – Darstellung, Analyse, Dokumentation. Bonn, DenkMal Verlag, 2001.
- Schein des Nichts. Begriff und Geist japanischer Kunst, Bonn: DenkMal Verlag, 2003. 2. Auflage 2007. Italienische Übersetzung 2007 (Milano: Christian Marinotti Edizioni).
- Japanuskopf. Reise in ein Land zwischen den Kulturen (mit sieben Zeichnungen von Andrea Pröhls), Bonn: DenkMal Verlag, 2003.
- Kreative Zerstörung. Theodor W. Adornos musikphilosophisches Vermächtnis, Bonn: DenkMal Verlag, 2003.
- Destruktionen der Kultur. Philosophischer Versuch über Kulturheuchler, Kulturflüchter und Kulturfolger, Bonn: DenkMal-Verlag, 2006. 2. Auflage: 2009.
- Der idealische Körper. Philosophische Reflexionen über die Machtergreifung der Körpertechnologien, Bonn: DenkMal Verlag, 2008.
- Vertrau Dir selbst ... und lerne leben!, Bonn: DenkMal Verlag, 2011.
- Kriegerwallfahrt nach Vierzehnheiligen. Aus dem Leben des Welt-Kriegers Georg Vojer, erzählt von ihm selbst, Bonn: DenkMal Verlag, 2014. (Philosophischer Roman unter dem Pseudonym: Georg Enzor Vojer).
- Der Führer hat geweint. Charakterzüge Adolf Hitlers, Bonn: DenkMal Verlag 2021.
- Hitlers Hypermodernismus. Grundbegriffe und Handlungsmaximen einer total-integralen Weltanschauung, Bonn: DenkMal Verlag 2021.

### Monographien (als Herausgeber)
- Martin-Heidegger-Gesamtausgabe Bd. 49: Die Metaphysik des deutschen Idealismus. Zur erneuten Auslegung von Schelling: Über das Wesen der menschlichen Freiheit und die damit zusammenhängenden Gegenstände (1809). Frankfurt am Main: Vittorio Klostermann 1991.
- Martin-Heidegger-Gesamtausgabe Bd. 38: Logik als Frage nach der Sprache.
- Frankfurt am Main: Vittorio Klostermann 1998. Japanische Übersetzung 2003 (Sobunsha Verlag). Französische Übersetzung 2008 (Éditions Gallimard).
- Die Zukunft des Menschen. Philosophische Ausblicke. Bonn: Bouvier 1999.
- Was macht die Kunst nach dem Ende der Kunst? Sechs Künstler antworten. Würzburg: Königshausen & Neumann 2000.
- „Man ist viel mehr Künstler als man weiß“. Bilder und Bildner: Werk- und Lebenskunst bei Friedrich Nietzsche. Bonn: DenkMal Verlag, 2001.
- Was mir Nietzsche bedeutet. Prominente aus Kunst, Politik und Philosophie antworten. Bonn: DenkMal Verlag, 2001 (zusammen mit Patrick Baum).
- Das Barbarische der Kultur. Kulturtheoretische Analysen von Platon bis Adorno (herausgegeben sowie mit Einführungen, Kurzkommentaren und einer Schlussbetrachtung versehen) Bonn: DenkMal Verlag, 2003.
- Wieviel Spaß verträgt die Kultur? Adornos Begriff der Kulturindustrie und die gegenwärtige Spaßkultur. Bonn: DenkMal Verlag, 2004 (zusammen mit Patrick Baum).
- J.-F. Lyotard: Die Logik, die wir brauchen. Nietzsche und die Sophisten. Bonn: DenkMal Verlag, 2004 (aus dem Nachlass herausgegeben zusammen mit Patrick Baum).
- Humantechnologie und Menschenbild. Mit einem Blick auf Heidegger. Bonn: DenkMal Verlag, 2006.
- Ästhetik des Zen-Buddhismus. Bonn: DenkMal Verlag, 2011 (zusammen mit Thomas Schmaus).
- Kunsterfahrung als Welterschließung: Die Kunst- und Lebensphilosophie Rainer Maria Rilkes. Bonn: DenkMal Verlag, 2012 (zusammen mit Thomas Schmaus).
- Ästhetik des Todes. Tod und Sterben in der Kunst der Moderne. Bonn: DenkMal Verlag, 2013 (zusammen mit Thomas Schmaus).
- Was ist deutsch? Zehn klassische Antworten auf eine prekäre Frage. Mit einem Geleitwort von Bundestagspräsident Norbert Lammert. Bonn: DenkMal Verlag 2013.
- Ästhetik der Stille. Bonn: DenkMal Verlag, 2014 (zusammen mit Thomas Schmaus).
- „Die Heiterkeit der Kunst wich dem Ernste des Lebens“. Sieben klassische Künstler-Autobiographien: Goethe – Seume – Wagner – Nietzsche – Hitler – Zweig – Benn. Bonn: DenkMal Verlag 2020.